# Ceratinia callipero
Ceratinia callipero är en fjärilsart som beskrevs av Otto Staudinger 1884. Ceratinia callipero ingår i släktet Ceratinia och familjen praktfjärilar. Inga underarter finns listade i Catalogue of Life.